# پینه‌دوز (فیلم ۲۰۱۴)
پینه‌دوز (به انگلیسی: The Cobbler) فیلمی است محصول سال ۲۰۱۴ و به کارگردانی توماس مک‌کارتی است. در این فیلم بازیگرانی همچون آدام سندلر، دن استیونز، استیو بوشمی، داستین هافمن، الن بارکین، ملونی دیاز، متد من، داشا پولانکو، لین کوئن، فریتس ویور، کیم کولیتر و النا کومپوریس ایفای نقش کرده‌اند.

## خلاصه داستان
یک کفاش با پوشیدن کفش آدم‌های مختلف به شکل آن آدم‌ها در می‌آید او تصمیم می‌گیرد از این توانایی برای کمک به دیگران استفاده کند. در نهایت او می‌فهمد این استعداد به صورت خانوادگی و موروثی به او به ارث رسیده وپدرش و اجدادش هم همین استعداد را داشتند.